# Graham Potter
Graham Stephen Potter (Solihull, 20 maggio 1975) è un allenatore di calcio ed ex calciatore inglese, di ruolo difensore, tecnico del West Ham Utd.

## Biografia
Nel 2006 si è laureato in Scienze sociali presso l'Open University di Milton Keynes, grazie al quale ha lavorato come responsabile dello sviluppo giovanile per le squadra di calcio dell'Università di Hull e dell'Università di Leeds. È stato, inoltre, direttore tecnico della nazionale ghanese femminile durante il Campionato mondiale 2007.

## Caratteristiche tecniche

### Giocatore
Come giocatore, Graham Potter era conosciuto come un terzino sinistro molto tecnico e abile nell'uso del piede sinistro. Era apprezzato per la sua capacità di giocare con il pallone ai piedi e di creare gioco dalla difesa. Era anche conosciuto per la sua difesa solida e per la sua abilità nel marcare gli avversari, nonché per la sua capacità di giocare in diverse posizioni sul campo.

### Allenatore
Ha uno stile di gioco offensivo e attraente, che punta sul possesso del pallone e sulla creazione di opportunità da gol attraverso un gioco fluido e coinvolgente. Potter cerca di implementare una mentalità aperta e una filosofia di gioco di squadra, che incoraggia i suoi giocatori a essere creativi e ad avere fiducia nei loro talenti individuali. Sotto la sua guida, le squadre di Potter sono spesso associate con un gioco fluido e incisivo, che cerca di sfruttare al massimo le abilità dei suoi giocatori e di creare opportunità da gol. Il suo stile di gioco è molto apprezzato da molti appassionati di calcio e considerato innovativo e ispiratore.
Potter è molto attento ai dettagli e cerca sempre di migliorare e adattare il suo stile di gioco in base alle caratteristiche della squadra che allena. È anche noto per la sua capacità di motivare i suoi giocatori e di creare un ambiente positivo all'interno del club. Tutte queste abilità tecniche lo hanno reso molto richiesto come allenatore, e lo hanno portato a lavorare con successo in molte squadre diverse.

## Carriera

### Giocatore
Cresciuto nel settore giovanile del Birmingham City, esordisce come professionista nel 1992. Dopo un prestito non molto fruttuoso al Wycombe, viene acquistato dallo Stoke City nel 1993; con i Potters gioca tre anni, prima di passare al Southampton per la stagione 1996-1997. A causa della poca continuità, l'anno seguente si accasa al West Bromwich, dove colleziona 43 presenze in due anni. Nel 2000, dopo l'esperienza in prestito al Reading, viene ingaggiato dallo York City con cui disputerà i suoi anni migliori. Tra il 2003 e il 2004 gioca, invece, per il Boston Utd e per il Shrewsbury Town. Nel 2005, dopo un anno e mezzo passato tra le file del Macclesfield Town, decide di ritirarsi.
Nel 1996 ottiene una presenza con la Nazionale Under-21 inglese.

### Allenatore

#### Gli inizi

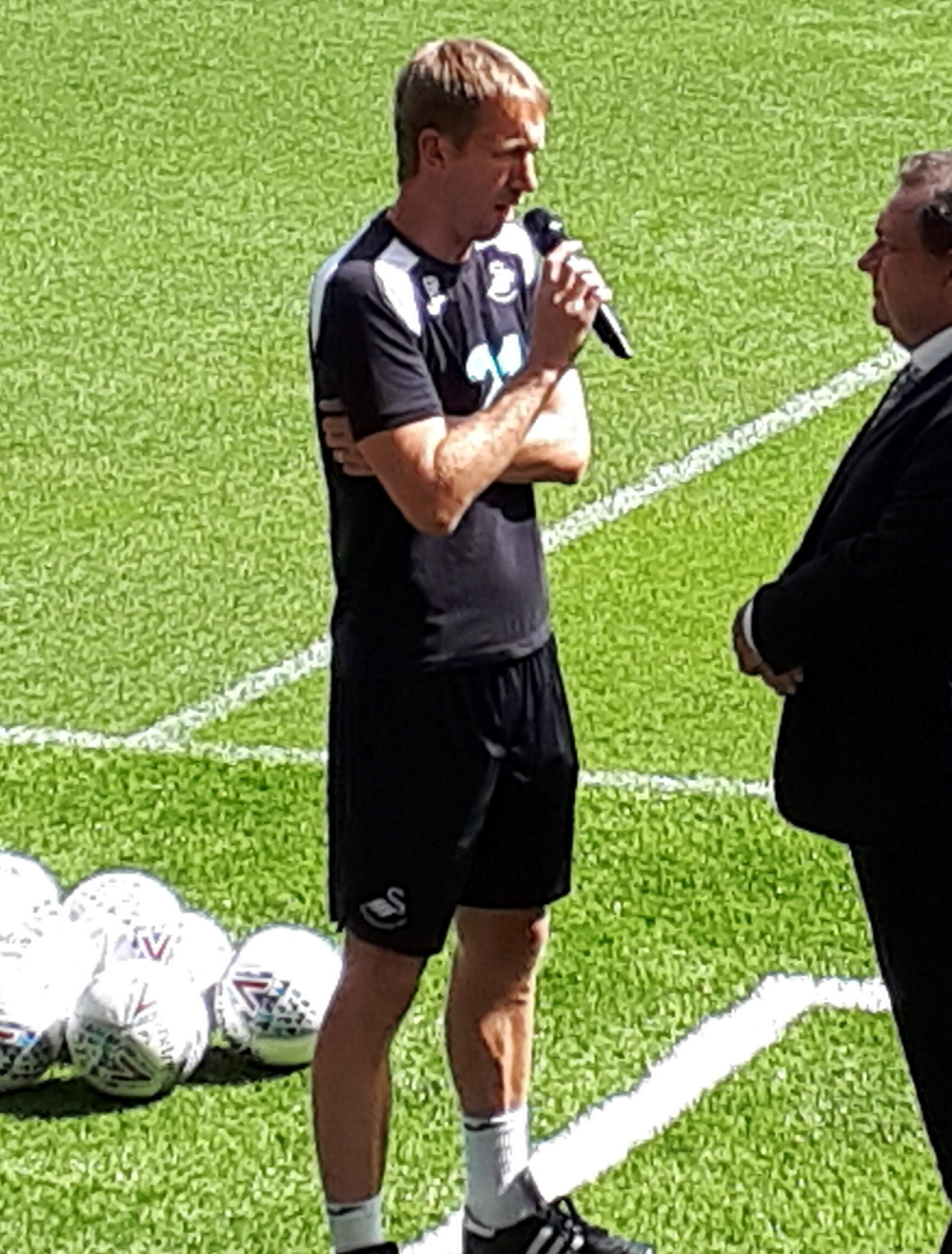
Potter come allenatore dello nel 2018

Nel gennaio 2011 ha iniziato ad allenare l'Östersund, piccola squadra svedese all'epoca militante nella quarta divisione nazionale. Nel giro di due anni, grazie a due promozioni consecutive, ha portato la squadra in seconda serie, categoria mai raggiunta dal club prima di quel momento. Dopo una tranquilla salvezza nella Superettan 2013 seguita da un quinto posto nella Superettan 2014, la sua formazione ha conseguito il secondo posto nella Superettan 2015 che ha permesso all'Östersund di raggiungere una storica promozione in Allsvenskan, ovvero la più alta divisione nazionale.
All'esordio assoluto nella massima serie, la squadra ha chiuso il torneo all'ottavo posto. Il 13 aprile 2017, Potter e l'Östersund hanno alzato una anch'essa storica Coppa di Svezia 2016-2017, grazie alla vittoria per 4-1 in finale contro l'IFK Norrköping. Questo successo ha permesso all'Östersund di qualificarsi all'Europa League per la prima volta; nel corso della competizione continentale, i rossoneri hanno dapprima eliminato nei turni preliminari Galatasaray, Fola Esch e PAOK Salonicco, poi hanno superato un girone composto da Athletic Bilbao, Hertha Berlino e Zorja Lugansk; la corsa si è interrotta solo ai sedicesimi di finale per mano dell'Arsenal, nonostante una prestigiosa vittoria all'Emirates Stadium nella partita di ritorno.

#### Swansea City
Nel giugno 2018 Potter e il suo assistente Billy Reid hanno lasciato l'Östersund per trasferirsi allo Swansea City, squadra militante in Football League Championship (seconda divisione inglese), che li ha acquistati in cambio di un milione di euro nelle casse svedesi. Al termine di una stagione altalenante, gli Swans hanno chiuso il campionato al decimo posto in classifica.

#### Brighton
Nel 2019, dopo un solo anno allo Swansea, Potter è diventato il nuovo allenatore del Brighton, squadra militante in Premier League. Sotto la sua gestione, i Seagulls, dopo aver centrato due salvezze agevoli, hanno chiuso la Premier League 2021-2022 al nono posto, all'epoca miglior piazzamento di sempre per il club.

#### Chelsea
L'8 settembre 2022 viene annunciato come nuovo tecnico del Chelsea, in sostituzione dell'esonerato Thomas Tuchel. Tuttavia, a causa dei risultati deludenti in Premier League — con la squadra undicesima in classifica dopo 29 giornate con 39 punti (di cui 28 conquistati nelle 22 gare della sua gestione) — e nonostante il raggiungimento dei quarti di finale di UEFA Champions League, il 2 aprile 2023 viene esonerato.

#### West Ham Utd
Il 9 gennaio 2025, dopo l'esonero di Julen Lopetegui, viene ingaggiato come nuovo tecnico del West Ham Utd, in quel momento quattordicesimo in Premier, sottoscrivendo un contratto di due anni e mezzo valido fino al 30 giugno 2027.

## Statistiche

### Statistiche da allenatore
Statistiche aggiornate al 25 maggio 2025. In grassetto le competizioni vinte.
| Stagione            | Squadra          | Campionato       | Campionato | Campionato | Campionato | Campionato | Coppe nazionali | Coppe nazionali | Coppe nazionali | Coppe nazionali | Coppe nazionali | Coppe continentali | Coppe continentali | Coppe continentali | Coppe continentali | Coppe continentali | Altre coppe | Altre coppe | Altre coppe | Altre coppe | Altre coppe | Totale | Totale | Totale | Totale | % Vittorie | Piazzamento |
| Stagione            | Squadra          | Comp             | G          | V          | N          | P          | Comp            | G               | V               | N               | P               | Comp               | G                  | V                  | N                  | P                  | Comp        | G           | V           | N           | P           | G      | V      | N      | P      | %          | Piazzamento |
| ------------------- | ---------------- | ---------------- | ---------- | ---------- | ---------- | ---------- | --------------- | --------------- | --------------- | --------------- | --------------- | ------------------ | ------------------ | ------------------ | ------------------ | ------------------ | ----------- | ----------- | ----------- | ----------- | ----------- | ------ | ------ | ------ | ------ | ---------- | ----------- |
| 2011                | Östersund        | D4               | 22         | 16         | 4          | 2          | CS              | 2               | 1               | 0               | 1               | -                  | -                  | -                  | -                  | -                  | -           | -           | -           | -           | -           | 24     | 17     | 4      | 3      | 70,83      | 1º (prom.)  |
| 2012                | Östersund        | D3               | 26         | 15         | 8          | 3          | CS              | 0               | 0               | 0               | 0               | -                  | -                  | -                  | -                  | -                  | -           | -           | -           | -           | -           | 26     | 15     | 8      | 3      | 57,69      | 1º (prom.)  |
| 2013                | Östersund        | D2               | 30         | 10         | 9          | 11         | CS              | 2               | 1               | 0               | 1               | -                  | -                  | -                  | -                  | -                  | -           | -           | -           | -           | -           | 32     | 11     | 9      | 12     | 34,38      | 10º         |
| 2014                | Östersund        | D2               | 30         | 12         | 9          | 9          | CS              | 4               | 2               | 0               | 2               | -                  | -                  | -                  | -                  | -                  | -           | -           | -           | -           | -           | 34     | 14     | 9      | 11     | 41,18      | 5º          |
| 2015                | Östersund        | D2               | 30         | 18         | 8          | 4          | CS              | 1               | 0               | 0               | 1               | -                  | -                  | -                  | -                  | -                  | -           | -           | -           | -           | -           | 31     | 18     | 8      | 5      | 58,06      | 2º (prom.)  |
| 2016                | Östersund        | D1               | 30         | 12         | 6          | 12         | CS              | 4               | 2               | 0               | 2               | -                  | -                  | -                  | -                  | -                  | -           | -           | -           | -           | -           | 34     | 14     | 6      | 14     | 41,18      | 8º          |
| 2017                | Östersund        | D1               | 30         | 13         | 11         | 6          | CS              | 7               | 7               | 0               | 0               | -                  | -                  | -                  | -                  | -                  | -           | -           | -           | -           | -           | 37     | 20     | 11     | 6      | 54,05      | 5º          |
| 2018                | Östersund        | D1               | 11         | 5          | 2          | 4          | CS              | 6               | 5               | 0               | 1               | UEL                | 14                 | 8                  | 3                  | 3                  | -           | -           | -           | -           | -           | 31     | 18     | 5      | 8      | 58,06      | Risoluz.    |
| Totale Östersund    | Totale Östersund | Totale Östersund | 209        | 101        | 57         | 51         |                 | 26              | 18              | 0               | 8               |                    | 14                 | 8                  | 3                  | 3                  |             | -           | -           | -           | -           | 249    | 127    | 60     | 62     | 51,00      |             |
| 2018-2019           | Swansea City     | FLC              | 46         | 18         | 11         | 17         | FACup+CdL       | 4+1             | 3+0             | 0+0             | 1+1             | -                  | -                  | -                  | -                  | -                  | -           | -           | -           | -           | -           | 51     | 21     | 11     | 19     | 41,18      | 10º         |
| 2019-2020           | Brighton         | PL               | 38         | 9          | 14         | 15         | FACup+CdL       | 1+2             | 0+1             | 0+0             | 1+1             | -                  | -                  | -                  | -                  | -                  | -           | -           | -           | -           | -           | 41     | 10     | 14     | 17     | 24,39      | 15º         |
| 2020-2021           | Brighton         | PL               | 38         | 9          | 14         | 15         | FACup+CdL       | 3+3             | 1+2             | 1+0             | 1+1             | -                  | -                  | -                  | -                  | -                  | -           | -           | -           | -           | -           | 44     | 12     | 15     | 17     | 27,27      | 16º         |
| 2021-2022           | Brighton         | PL               | 38         | 12         | 15         | 11         | FACup+CdL       | 2+3             | 1+2             | 0+1             | 1+0             | -                  | -                  | -                  | -                  | -                  | -           | -           | -           | -           | -           | 43     | 15     | 16     | 12     | 34,88      | 9°          |
| ago.-set. 2022      | Brighton         | PL               | 6          | 4          | 1          | 1          | FACup+CdL       | 0+1             | 0+1             | 0+0             | 0+0             | -                  | -                  | -                  | -                  | -                  | -           | -           | -           | -           | -           | 7      | 5      | 1      | 1      | 71,43      | Risoluz.    |
| Totale Brighton     | Totale Brighton  | Totale Brighton  | 120        | 34         | 44         | 42         |                 | 15              | 8               | 2               | 5               |                    | -                  | -                  | -                  | -                  |             | -           | -           | -           | -           | 135    | 42     | 46     | 47     | 31,11      |             |
| set. 2022-apr. 2023 | Chelsea          | PL               | 22         | 7          | 7          | 8          | FACup+CdL       | 1+1             | 0               | 0               | 1+1             | UCL                | 7                  | 5                  | 1                  | 1                  | -           | -           | -           | -           | -           | 31     | 12     | 8      | 11     | 38,71      | Sub., Eson. |
| gen.-giu. 2025      | West Ham Utd     | PL               | 18         | 5          | 5          | 8          | FACup+CdL       | 1+0             | 0+0             | 0+0             | 1+0             | -                  | -                  | -                  | -                  | -                  | -           | -           | -           | -           | -           | 19     | 5      | 5      | 9      | 26,32      | Sub., 14º   |
| Totale carriera     | Totale carriera  | Totale carriera  | 415        | 165        | 124        | 126        |                 | 49              | 29              | 2               | 18              |                    | 21                 | 13                 | 4                  | 4                  |             | -           | -           | -           | -           | 485    | 207    | 130    | 148    | 42,68      |             |

## Palmarès

### Allenatore

#### Club

##### Competizioni nazionali
- Coppa di Svezia: 1

Östersund: 2016-2017